# Pallacanestro Cantù 1975-1976
Questa voce raccoglie le informazioni riguardanti la Pallacanestro Cantù nelle competizioni ufficiali della stagione 1975-1976.

## Stagione
La stagione 1975-1976 della Pallacanestro Cantù sponsorizzata Forst, è la 21ª nel massimo campionato italiano di pallacanestro, la Serie A1.
Giocando la Coppa dei Campioni viene scelto come secondo giocatore straniero John Grochowalski. Inoltre la triplice vittoria in Coppa Korać diede la possibilità ai canturini di partecipare, come outsider alla Coppa Intercontinentale. La sede delle partite era a Varese, ma con l'inserimento della Pallacanestro Cantù metà delle gare vennero disputate al Pianella. Il 13 settembre ci fu l'esordio contro i brasiliani del Franca, partita vinta 82-81. Il cammino continuò e anche gli americani della Pennsylvania vennero superati agevolmente, ma nella terza gara i canturini dovettero arrendersi contro Varese. Così nella quarta giornata al Pianella arrivò il Real Madrid imbattuto che dovette arrendersi e Cantù arrivò a pari punti in testa alla classifica insieme ai madrileni. In questo modo il 18 settembre battendo facilmente il Tresor, ancora a zero punti, la Forst Cantù conquistò la Coppa Intercontinentale, salendo sul tetto del mondo.
Dopo essere diventati campioni del mondo, Cantù iniziò il campionato vincendo nove partite di fila e prendendo subito la testa della classifica. Con questo biglietto da visita iniziò anche la Coppa Campioni contro i lussemburghesi del Sanichaufer Dudelange, superati nel doppio confronto negli ottavi. Iniziarono così i quarti di finale dove Cantù non seppe mantenere la differenza canestri nel doppio confronto contro il Real Madrid e fu così costretta a vincere gli scontri diretti contro Federale Lugano, Union Vienna, Rotterdam-Zuid e Maccabi Tel Aviv per passare come seconda e qualificarsi alle semifinali contro la Mobilgirgi Varese. Intanto in campionato iniziò la Poule scudetto, dove le cose non andarono per il meglio, perdendo anche contro la Sinudyne Bologna imbattuta. Nelle semifinali Cantù perse entrambi gli scontri con Varese, in cui subì anche la sua prima sconfitta interna in incontri internazionali, e disse addio alla finale. Così senza più preoccupazioni Cantù si concentrò sulla Poule scudetto dove collezionò cinque successi consecutivi e andò a chiudere in terza posizione.

## Roster
| N° | Naz.                   | Ruolo | Sportivo             |  |  |  |  |
| -- | ---------------------- | ----- | -------------------- |  |  |  |  |
| 4  | Italia (bandiera)      | AG    | Silvano Cancian      |  |  |  |  |
| 5  | Italia (bandiera)      | C     | Daniele Pirovano     |  |  |  |  |
| 6  | Italia (bandiera)      | G     | Carlo Recalcati      |  |  |  |  |
| 7  | Italia (bandiera)      | A     | Franco Meneghel      |  |  |  |  |
| 8  | Italia (bandiera)      | AG    | Fabrizio Della Fiori |  |  |  |  |
| 10 | Italia (bandiera)      | P     | Giorgio Cattini      |  |  |  |  |
| 11 | Italia (bandiera)      | PG    | Roberto Natalini     |  |  |  |  |
| 12 | Stati Uniti (bandiera) | AG    | John Grochowalski    |  |  |  |  |
| 13 | Stati Uniti (bandiera) | C     | Bob Lienhard         |  |  |  |  |
| 14 | Italia (bandiera)      | P     | Pierluigi Marzorati  |  |  |  |  |
| 15 | Italia (bandiera)      | C     | Mario Beretta        |  |  |  |  |
| 16 | Italia (bandiera)      | C     | Renzo Tombolato      |  |  |  |  |
| -  | Italia (bandiera)      | C     | Bareson              |  |  |  |  |
|    | Italia (bandiera)      | ALL.  | Arnaldo Taurisano    |  |  |  |  |

## Mercato
| Acquisti | Acquisti          | Acquisti              | Acquisti   |
| R.       | Nome              | da                    | Modalità   |
| -------- | ----------------- | --------------------- | ---------- |
| AG       | John Grochowalski | Assumption Greyhounds | definitivo |

| Cessioni | Cessioni       | Cessioni    | Cessioni       |
| R.       | Nome           | a           | Modalità       |
| -------- | -------------- | ----------- | -------------- |
| A        | Antonio Farina | Milano 1958 | fine contratto |

## Risultati
| Coppa Intercontinentale 1975 |
| ---------------------------- |
| Forst Cantù1º titolo         |